# Kuku Raadio
Kuku Raadio ist ein privater Hörfunksender aus Estland. Das Motto des Senders lautet: „Radio für denkende Menschen“ (estnisch Raadio mõtlevale inimesele).
Kuku Raadio war der erste private Rundfunksender, der in Estland zugelassen wurde. Er begann mit seinen Sendungen im Februar 1992, kurz nach Wiedererlangung der estnischen Unabhängigkeit. Ein Vollprogramm wird seit 1. März 1992 ausgestrahlt. Die Redaktion befindet sich heute am Ülemiste-See in Tallinn.
Kuku Raadio ist vor allem für sein umfassendes Nachrichtenprogramm und qualitativ hochstehende Magazinsendungen bekannt. Zu den Programmen von Kuku Raadio gehören auch politische Diskussionssendungen.